# Roger Milla
Albert Roger Mooh Miller, mais conhecido como Roger Milla (Yaoundé, 20 de maio de 1952), é um ex-futebolista camaronês que atuava como atacante. Ele começou sua carreira profissional no Eclair de Douala, em 1965.

## Biografia
Dono de grande técnica e famoso pela maneira como comemorava seus gols, foi um dos destaques da Copa do Mundo FIFA de 1990, na Itália, levando a Seleção Camaronesa até as quartas-de-final, fato até então inédito em copas, pois uma seleção africana até então não tinha chegado tão longe - e poderiam ter avançado mais, estando perto de bater a Inglaterra e ir às semifinais. O país já havia surpreendido na estreia, ao derrotar a Argentina, detentora do título.
Milla fez quatro gols na Copa, comemorados com uma sambadinha que, segundo ele, era uma homenagem ao brasileiro Careca e à inspiração que o futebol brasileiro levara à África com as excursões do Santos de Pelé pelo continente nos anos 60. O mais lembrado deles, contra a Colômbia, em puro oportunismo: roubou a bola do folclórico goleiro René Higuita, que, fora de sua área, tentara realizar uma jogada de efeito.
Foi só nesta Copa que ele, que já havia disputado o mundial de 1982, apareceu para o mundo e para a própria França, onde jogava - ressentia-se de que havia passado treze anos no país, para onde fora em 1977 jogar no modesto Valenciennes, sendo ignorado. Saíra da África com o título de melhor jogador do continente, em 1976. No futebol francês, foi herói de outro clube pequeno, o Bastia: pela equipe da Córsega, marcou o gol do título da Copa da França de 1981 sobre o então poderoso Saint-Étienne de Michel Platini. No próprio Saint-Étienne, jogaria depois, quando a equipe esteve na segunda divisão.
Ainda assim, só foi ao mundial de 1990 por interferência de seu amigo Paul Biya, então presidente de Camarões;  Milla estava na época à beira da aposentadoria no JS Saint-Perroise, da ilha de Reunião, para onde se "exilara" após a morte da mãe e a gravidez de sua esposa. Sua performance no mundial o trouxe de volta ao Tonnerre Yaoundé, de onde havia saído para a França. Ficou no time nos quatro anos seguintes, mas sem atuar pela Seleção. Quando Camarões classificou-se novamente para a Copa do Mundo, Milla resolveu voltar e novamente contou com a ajuda de Biya.
Foi no mundial dos Estados Unidos que ele entraria de vez para a história das Copas, mais especificamente para as estatísticas do torneio; tornou-se, aos 42 anos e 39 dias, o mais velho atleta a disputar a competição até então, quebrando a marca do norte-irlandês Pat Jennings. A marca histórica de Milla só seria quebrada no mundial de 2014, quando o goleiro colombiano Faryd Mondragón, aos 43 anos e 3 dias, participou da vitória de sua seleção sobre o Japão. Milla, entretanto, ainda é o mais velho a marcar um gol em uma Copa: foi dele o "gol de honra" da goleada de 6 a 1 que o país sofreu da Rússia - a partida ficaria marcada ainda por outro recorde, o de maior artilharia em um único jogo de Copa, para o adversário Oleg Salenko, autor de 5 gols.

### A aposentadoria
Talvez o mais importante ícone de reconhecimento do futebol africano no mundo, Milla fechou de vez sua longa carreira em 1997, aos 45 anos, pelo time indonésio do Putra Samarinda. Após parar, tentou organizar um torneio de futebol entre pigmeus para levantar recurso para saúde e educação, mas o projeto fracassou, causando escândalo: os pigmeus foram aprisionados e mal alimentados quando chegaram a Yaoundé, além de terem sido xingados pelo público pagante. A bilheteria registrou apenas cinquenta ingressos vendidos.
Até hoje Roger Milla é referência no futebol africano, sendo chamado pelos seus conterrâneos camaroneses de "Excelência" sempre que é citado.

## Títulos
Camarões
- Copa das Nações Africanas: 1984, 1988

 Monaco
- Copa da França: 1980

 Bastia
- Copa da França: 1981